# Märta Tikkanen

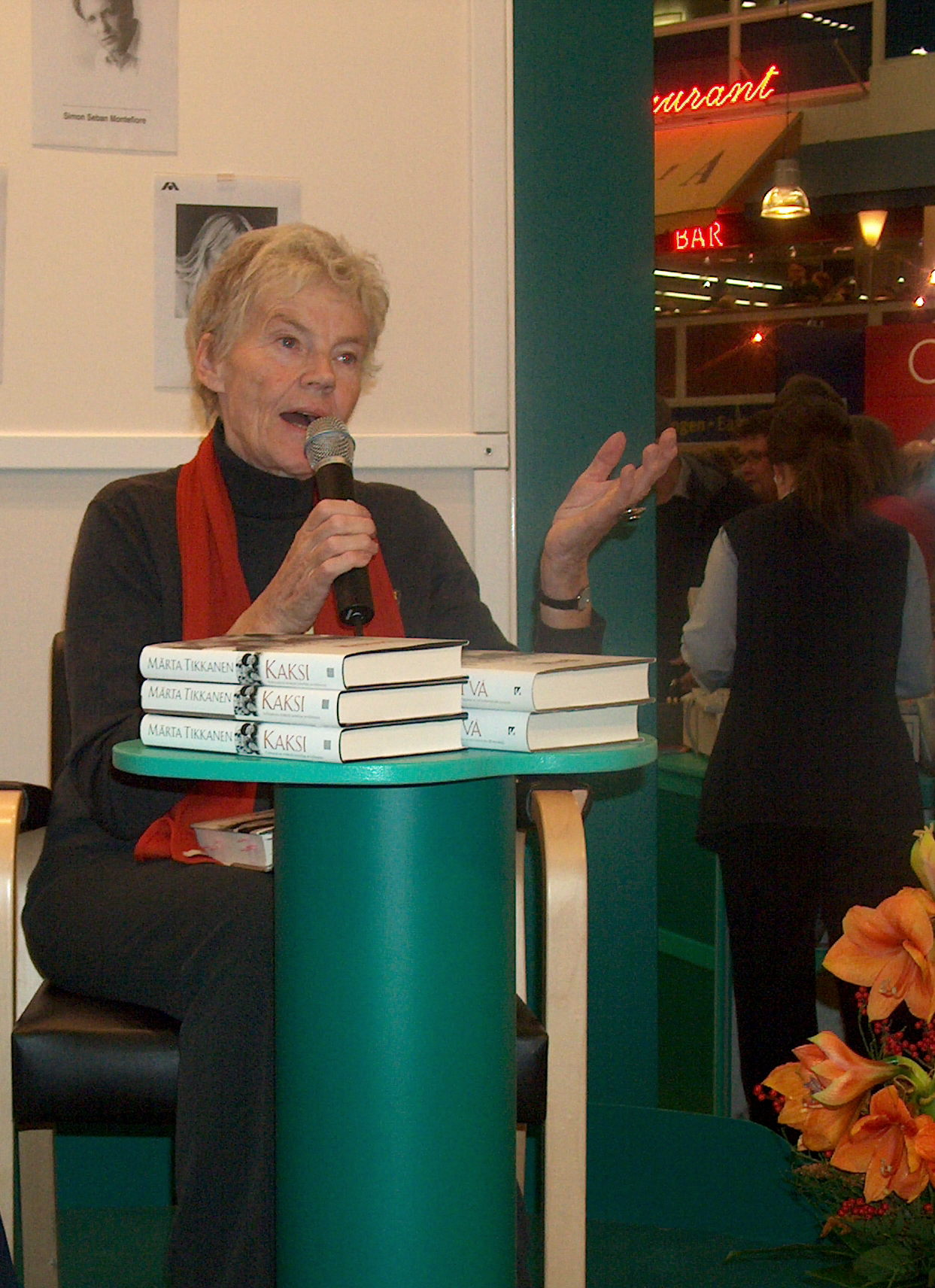
Märta Tikkanen, 2004

Märta Eleonora Tikkanen, geb. Cavonius (* 3. April 1935 in Helsinki (schwed. Helsingfors), Finnland), ist eine finnlandschwedische Literaturwissenschaftlerin, Schriftstellerin und Philosophie-Lehrerin.

## Leben
Tikkanen ist Tochter des Hochschullehrers Gösta Edvin Cavonius und seiner Frau Julia Margit Stadius. Mit dem Schriftsteller Henrik Tikkanen war sie von 1963 bis zu seinem Tod 1984 verheiratet.
Ihr Studium der Literaturwissenschaft schloss Tikkanen im Jahr 1958 ab. Danach war sie als Literaturkritikerin und Journalistin tätig, unter anderem bei der schwedischsprachigen Tageszeitung Hufvudstadsbladet. Von 1961 bis 1966 betätigte sie sich als Sprachlektorin. Auch hat sie als Rektorin des „Schwedischen Arbeiterinstituts Helsinki“ (Helsingfors svenska arbetarinstitut) gearbeitet. Von 1972 bis 1980 war sie Rektorin einer Volkshochschule. Seit 1980 ist sie freie Schriftstellerin.
Tikkanen ist international in erster Linie bekannt geworden durch ihren Roman Wie vergewaltige ich einen Mann? (Män kan inte våldtas – Männer kann man nicht vergewaltigen, 1975), der in der feministischen Literatur der 1970er Jahre einige Beachtung fand. Das Buch wurde 1978 verfilmt in einer finnisch-schwedischen Koproduktion (Regie: Jörn Donner). Der Film erschien international unter dem englischen Titel „Manrape“. 1992 inszenierte Ingrid L. Ernst Älskap für das Moderne Theater Berlin.
Weil zum 18. Mal in Folge der offizielle Literaturpreis des Nordischen Rates an einen Mann verliehen werden sollte – Ivar Lo-Johansson bekam ihn –, wurde „aus Protest“ der Nordiske kvinders litteraturpris gestiftet und ihr 1979 verliehen.
Tikkanen lebt und arbeitet in Finnland.

## Ehrungen
- 1979 Danke-für-das-Buch-Medaille für Århundradets kärlekssaga
- 1979 Nordiske kvinders litteraturpris
- 1999 Karl-Emil-Tollander-Preis
- 2001 Fredrika-Runeberg-Stipendium
- 2002 Finnland-Preis der Schwedischen Akademie
- 2014 Signe Ekblad-Eldhs pris

## Bibliographie
- 1970: nu imorron
- 1972: Ingenmansland
- 1974: Vem bryr sig om Doris Mihailov
- 1975: Män kan inte våldtas
  - 1980: Von Verena Reichel übersetzt ins Deutsche: Wie vergewaltige ich einen Mann?, Rowohlt Taschenbuch Verlag, Reinbek bei Hamburg, ISBN 3-499-14581-2
- 1978: Århundradets kärlekssaga – deutsch: Die Liebesgeschichte des Jahrhunderts (Verena Reichel)
- 1979: Våldsam kärlek
- 1981: Mörkret som ger glädjen djup – deutsch: Der Schatten, unter dem Du lebst (Verena Reichel)
- 1982: Sofias egen bok – deutsch: Aifos heißt Sofia. Leben mit einem besonderen Kind (Astrid Arz)
- 1986: Rödluvan – deutsch: Ein Traum von Männern, nein, von Wölfen (Verena Reichel), ISBN 9783499159466 (früher: 3499159465)
- 1989: Storfångaren – deutsch: Der große Fänger (Verena Reichel)
- 1992: Arnaía kastad i havet – deutsch: Arnaia – Ins Meer geworfen (Verena Reichel)
- 1992: Bryta mot lagen
- 1996: Personliga angelägenheter – deutsch: Persönliche Fragen (Verena Reichel)
- 1998: Sofia vuxen med sitt MBD
- 2004: Två
- 2010: Emma och Uno. Visst var det kärlek